# Selenisa specifica
Selenisa specifica är en fjärilsart som beskrevs av Heinrich Benno Möschler 1880. Selenisa specifica ingår i släktet Selenisa och familjen nattflyn. Inga underarter finns listade i Catalogue of Life.